# 前519年
| 千纪： | 前1千纪 |
| 世纪： | 前7世纪 \| 前6世纪 \| 前5世纪 |
| 年代： | 前540年代 \| 前530年代 \| 前520年代 \| 前510年代 \| 前500年代 \| 前490年代 \| 前480年代                                                                                                  |
| 年份： | 前524年 \| 前523年 \| 前522年 \| 前521年 \| 前520年 \| 前519年 \| 前518年 \| 前517年 \| 前516年 \| 前515年 \| 前514年                                                                    |
| 纪年： | 周敬王元年 魯昭公二十三年 齐景公二十九年 晋顷公七年 秦哀公十八年 宋元公十三年 楚平王十年 卫灵公十六年 陈惠公十五年 蔡悼侯三年 曹悼公五年 郑定公十一年 燕平公五年 吳王僚八年 杞平公十七年 |

## 大事記
- 王子朝逐其弟周敬王，嗣位，周敬王出奔狄泉（今洛陽東北汉魏洛阳古城遗址附近）。
- 蔡悼侯東國卒於楚，子蔡昭侯申嗣位 。
- 莒國君主庚輿好劍，每鑄劍則用人以試，大夫烏存率國人驱逐他，庚輿奔魯國。齊國遣軍送莒郊公返國復位。
- 囊瓦擔任楚國令尹，修郢都城牆，被沈尹戌反對。
- 吳國攻州來，楚國大夫薳越率頓、胡、沈、蔡、陳、許，聯軍救州來，鸡父之战，吳國大敗楚國，擒胡沈二國君主及陳大夫夏齧。
- 大流士一世進攻里海東岸的斯基泰人，進兵印度河谷。

## 出生
- 公冶长
- 克拉提努斯
- 薛西斯一世
- 辛辛纳图斯

## 逝世
- 蔡悼侯
- 劉佗 (春秋)
- 叔鞅
- 荀吴
- 阳匄
- 薳越